# Địa chấn nông phân giải cao
Địa chấn nông phân giải cao (High Resolution Seismic) là một phương pháp của địa vật lý thăm dò, thực hiện trên mặt vùng nước như biển hay sông hồ, dùng nguồn phát chuyên dụng phát sóng địa chấn trên mặt và thu nhận các sóng phản xạ ở các tầng đất đá dưới sâu.
Nó là dạng rút gọn của Địa chấn phản xạ, là thành phần chủ chốt của khảo sát địa vật lý trong nghiên cứu địa chất biển, tìm kiếm khoáng sản nông ở đáy biển hay hồ. Độ sâu khảo sát tính từ đáy nước vào cỡ 50 m đến ngàn mét tùy theo nguồn phát sóng được sử dụng.

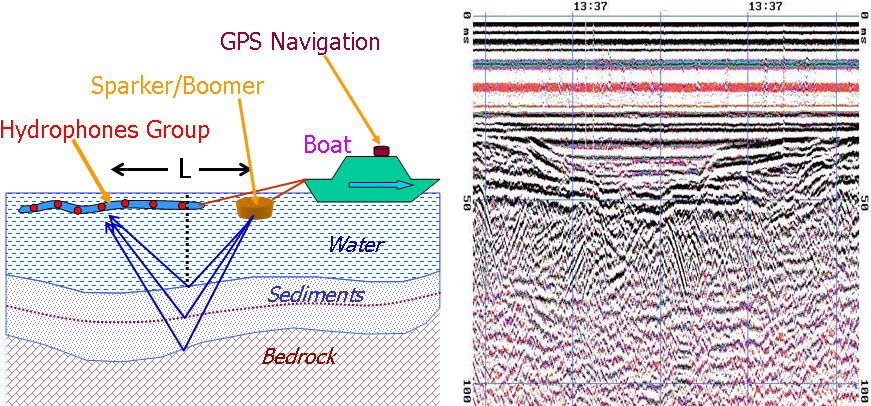
Đo Địa chấn nông phân giải cao (trái) và đoạn băng ghi điển hình (phải)

## Nội dung phương pháp

### Thiết bị quan sát
Hệ thống đo gồm một nguồn phát xung sóng địa chấn có tần số chính cỡ 70–200 Hz, phát vào nước, và dãy đầu thu sóng địa chấn kiểu điện áp (Hydrophones Group) thu nhận các phản xạ, đặt cách đầu phát một khoảng L, đưa đến máy ghi địa chấn trên thuyền.
Mỗi lần phát (bắn) thu được một đường ghi địa chấn, được lưu trữ trong cơ sở dữ liệu cùng với số liệu định vị GPS. Khi xuất số liệu ở dạng băng ghi thì nó biểu hiện ảnh hồi âm của đất đá dọc theo hành trình.

#### Đầu thu
Đầu thu gồm dãy 8 chiếc trở lên các cảm biến sóng kiểu điện áp nối song song. Độ dài của dãy thu được tính toán sao cho nó thu nhận tốt nhất tín hiệu phản xạ từ bên dưới, nhưng lại triệt bớt sóng trực tiếp từ đầu phát sóng. Tất cả được đặt trong ống nhựa Polyurethane (PU), đổ kín dầu Silicone (có thể dùng diesel) không được lẫn bọt khí, và nếu cần thì gắn theo vật nặng để nó lửng lơ trong nước. Ống này thường gọi là con lươn (văn liệu Mỹ: Eel) hay con rắn (tiếng Đức: Schlange, tiếng Nga: Шланговый).